# کوندیک
کوندیک (به لاتین: Kondik) یک منطقهٔ مسکونی در روسیه است که در داغستان واقع شده‌است.